# Осипян, Валерий Размикович
Валерий Размикович Осипян (род. 17 апреля 1970, Ашхабад, Туркмения) — начальник полиции Республики Армения с мая 2018 по сентябрь 2019 года. Главный советник премьер-министра Республики Армения с сентября по октябрь 2019 года. Генерал-майор полиции.

## Биография
В 2000 году окончил высшую школу МВД Республики Армения по специальности «Правоведение» по заочной форме обучения. Служил в Вооружённых силах (1988—1990).
С 17 мая 1991 по 16 июля 1992 года служил в ОВД Орджоникидзевского района города Еревана в должности милиционера,
С 16 июля 1992 по 12 января 1994 года служил в полку ППС УВД города Еревана в должности милиционера,
С 12 января 1994 по 26 октября 1994 года был командиром отряда полка ППС Управления ВД города Еревана,
С 26 октября 1994 по 9 декабря 2009 года занимал различные должности в полку ППС Управления Полиции РА по городу Еревану,
С 9 декабря 2009 по 28 июня 2012 года был командиром полка ППС Управления Полиции РА по городу Еревану,
С 28 июня 2012 по 1 октября 2012 года — начальник отдела охраны общественного порядка Управления Полиции РА по городу Еревану,
С 1 октября 2012 по 10 мая 2018 года — заместитель начальника Управления города Еревана Полиции РА по служебной части.
Сразу после «Бархатной революции» в мае 2018 года был назначен на должность начальника Полиции РА. 18 сентября 2019 года по ходатайству премьер-министра Никола Пашиняна был отправлен в отставку. Указ был подписан президентом Армении Арменом Саркисяном.
Указом Премьер-Министра РА с 18 сентября 2019 года назначен Главным Советником Премьер-Министра Республики Армения. В октябре 2019 года подал в отставку.

## Личная жизнь
Женат, имеет двух сыновей.

## Награды
- Медаль «За отличную охрану общественного порядка» (2009);
- Медаль «За заслуги перед Отечеством» 2-й степени (2015).

Кроме того, награждён рядом медалей и нагрудных знаков Полиции Республики Армения и других ведомств.